# Tần số cực thấp
Tần số cực thấp (ULF – Ultra-low frequency) là dải tần số sóng điện từ 300 Hz tới 3 kHz. Trong ngành khoa học từ quyển và địa chấn học, có các định nghĩa khác, đó là dải tần từ 1 mHz tới 100 Hz, 1 mHz tới 1 Hz, 10 mHz tới 10 Hz. Tần số trên 3 Hz trong ngành khoa học khí quyển thường được cho vào dải tần ELF.
Nhiều loại sóng trong băng tần ULF có thể được quan sát thấy trong từ quyển và trên mặt đất. Các sóng này biểu diễn các quá trình vật lý quan trọng trong môi trường plasma gần Trái Đất. Tốc độ của sóng ULF thường gắn liền với vận tốc Alfven, nó phụ thuộc vào từ trường xung quanh và mật độ khối plasma.
Băng tần này được dùng trong thông tin liên lạc ở hầm mỏ, vì nó có thể xuyên sâu vào Trái Đất.